# Organización territorial de Turkmenistán
La organización territorial de Turkmenistán está conformada por cinco provincias (welayatlar, singular welayat): Balkan, Ahal, Daşoguz, Lebap, Mary y la ciudad autónoma de Asjabad. A su vez estas provincias se dividen en distritos.

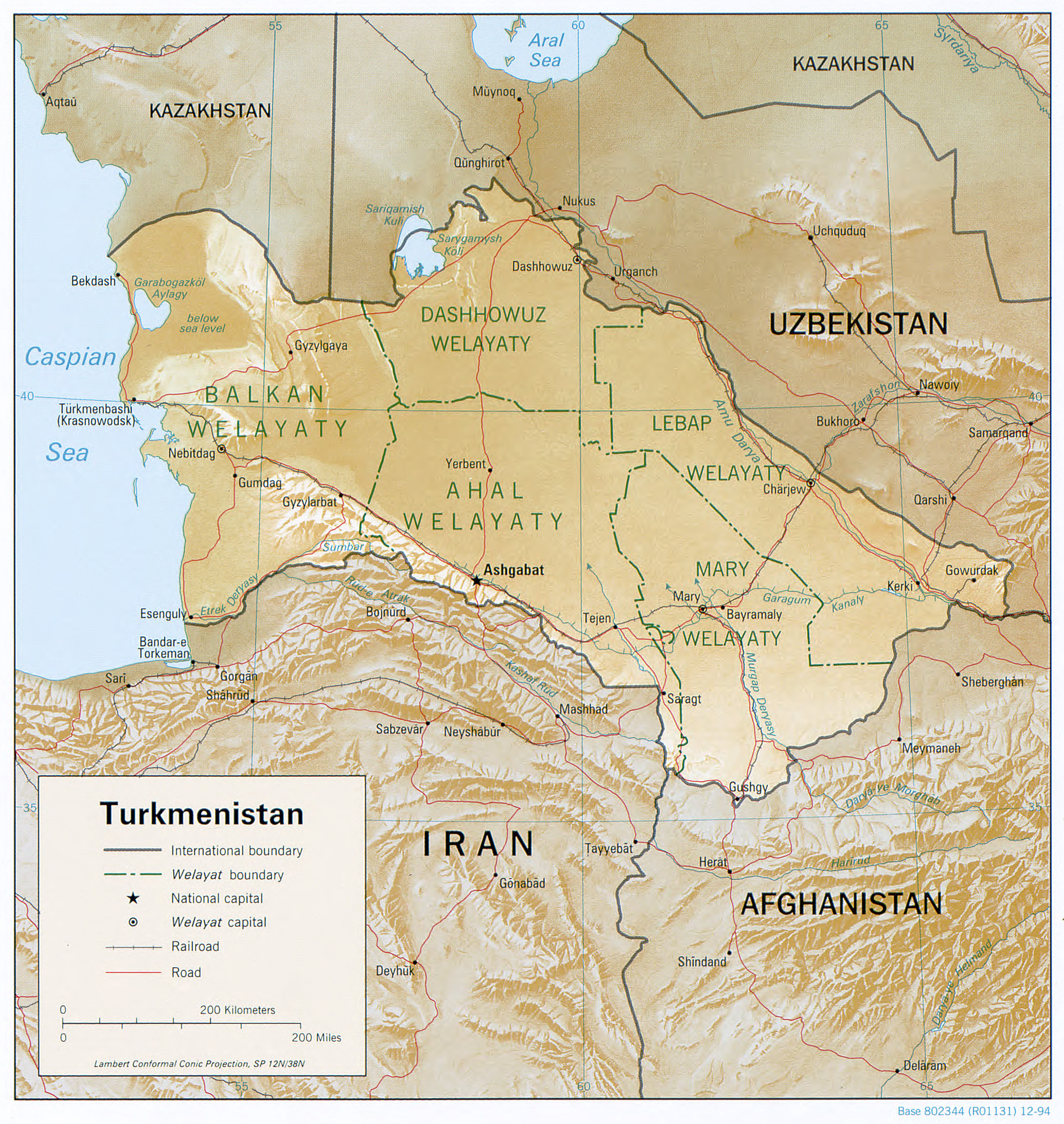
Mapa de Turkmenistán con divisiones provinciales en alta resolución.

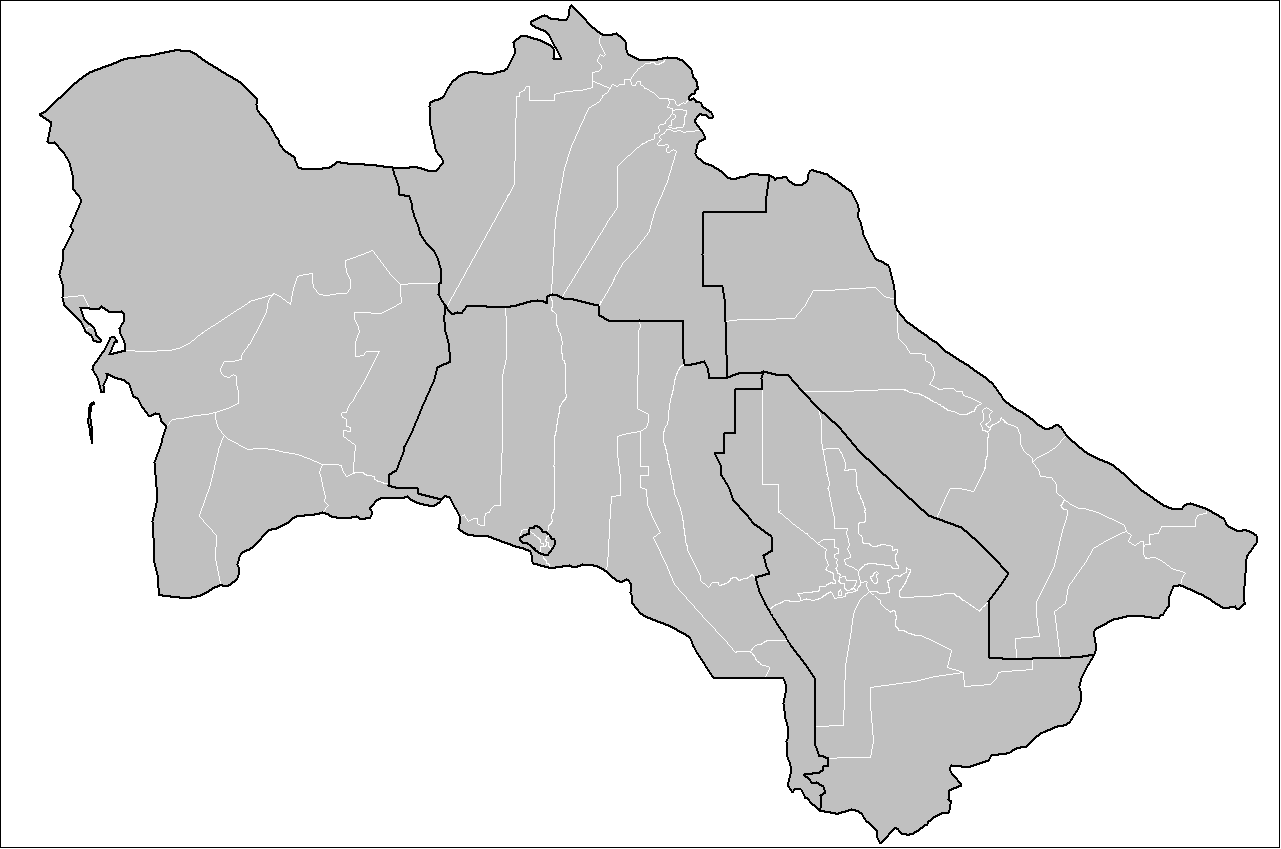
Distritos de Turkmmenistán.

|   |            |             |            |  |  |  |
|   | Provincia: | Capital:    | ISO 3166-2 |  |  |  |
| 1 | Balkan     | Balkanabat  | TM-B       |  |  |  |
| 2 | Daşoguz    | Daşoguz     | TM-D       |  |  |  |
| 3 | Lebap      | Türkmenabat | TM-L       |  |  |  |
| 4 | Ahal       | Annau       | TM-A       |  |  |  |
| 5 | Asjabad    | Asjabad     | TM-S       |  |  |  |
| 6 | Mary       | Mary        | TM-M       |  |  |  |

- Datos: Q842412
- Multimedia: Subdivisions of Turkmenistan / Q842412